# لي تارينت
لي تارينت (بالإنجليزية: Le Tarent)‏ هو أحد جبال سلسلة جبال الألب البرنية ويقع في كانتون فود في سويسرا. يحتل المرتبة رقم 311 في قائمة جبال سويسرا من حيث الارتفاع، إذ يبلغ ارتفاعه حوالي 2548 متر، بينما يبلغ ارتفاع نتوء الجبل 1002 متر.